# Подборный
Подбо́рный — посёлок в Крутихинском районе Алтайского края России. Административный центр Подборного сельсовета.

## География
Посёлок находится в отдаленном районе Алтайского края на границе с Новосибирской областью. Через посёлок Подборный проходит западная граница Государственного природного комплексного заказника краевого значения Алеусский.

### Географическое положение
Расстояние до:
- районного центра Крутиха 14 км.
- краевого центра Барнаул 194 км.

### Ближайшие населенные пункты
Красноряжский 7 км, Радостный 8 км, Маловолчанка 10 км, Боровое 12 км, Прыганка 13 км, Крутиха 13 км, Большой Лог 14 км, Долганка 14 км, Волчно-Бурлинское 15 км, Заковряшино 16 км, Буян 19 км.

### Уличная сеть
В посёлке 3 улицы — Центральная, Новая, Молодёжная и 1 переулок — Больничный.

## История
Решением Алтайского краевого Совета депутатов трудящихся от № 257 «Об образовании Масляхинского и Подборного сельсоветов» от 5 августа 1952 г. № 747 принятым Крутихинским районным исполнительным комитетом 11.08.1952 в соответствии с Указом Президиума Верховного Совета РСФСР от 24 июля 1952 г, были образованы новые сельсоветы. Посёлок Подборный стал административным центром

## Население
| 1997 | 1998 | 1999 | 2000 | 2001 | 2002 | 2003 |
| ---- | ---- | ---- | ---- | ---- | ---- | ---- |
| 504  | ↗508 | ↗528 | ↘497 | ↘444 | ↗486 | →486 |
| 2004 | 2005 | 2006 | 2007 | 2008 | 2009 | 2010 |
| ↘477 | ↘460 | ↘446 | ↘420 | →420 | →420 | ↘398 |
| 2011 | 2012 | 2013 |      |      |      |      |
| ↘395 | ↗407 | ↘396 |      |      |      |      |

## Инфраструктура
В селе работает предприятие ООО «Сибирь», занимается выращиванием зерновых, зернобобовых культур и семян масличных культур. Есть школа, филиал ЦРБ Крутихинской районной больницы, почта и торговая сеть.